# 사토리 카토

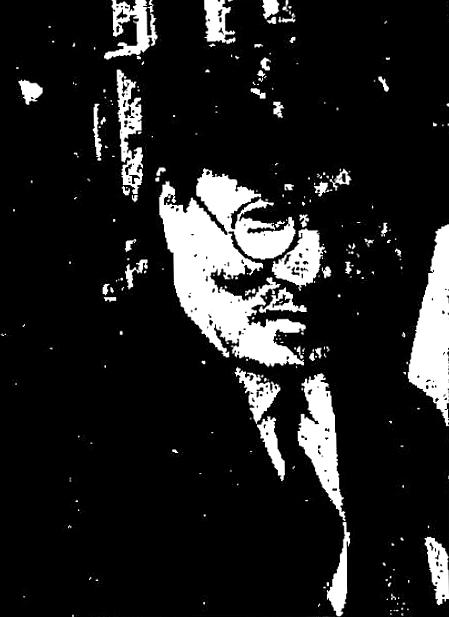

사토리 카토(일본어: カトウ・サトリ)는 일본계 미국인으로서 화학자이자 과학자였다. 그의 업적 중 가장 큰 것은 세계 최초로 인스턴트 커피를 발명해낸 것이었다. 그는 1901년 전미 발명전에서 이를 발표하였다.(일부 자료에서는 1881년이라 주장하기도 함.) 그의 발표 이후 미국인 발명가이던 조지 워싱턴이 대량 생산 가능한 인스턴트 커피를 카토의 발명을 토대로 1906년부터 내놓게 됐다.